# Collix basicristata
Collix basicristata är en fjärilsart som beskrevs av Louis Beethoven Prout 1923. Collix basicristata ingår i släktet Collix och familjen mätare. Inga underarter finns listade i Catalogue of Life.